# Campeonato Mundial de Atletismo de 2011 - Lançamento de disco feminino

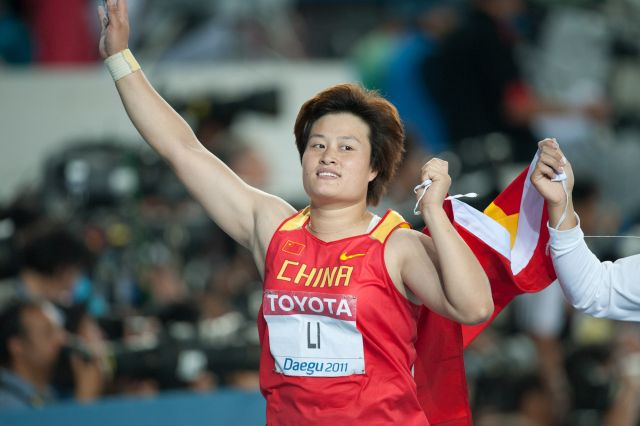
Li Yanfeng Daegu

O arremesso de disco feminino do Campeonato Mundial de Atletismo de 2011 foi disputada entre os adias 27 e 28 de agosto  no Daegu Stadium, em Daegu

## Recordes
Antes desta competição, os recordes mundiais e do campeonato nesta prova eram os seguintes:
| Tipo                  | Atleta           | Distância | Local          | Data                 | Ref |
| --------------------- | ---------------- | --------- | -------------- | -------------------- | --- |
|                       | Gabriele Reinsch | 76,80     | Neubrandenburg | 7 de julho de 1988   | ver |
| Recorde do campeonato | Martina Hellmann | 71,62     | Roma           | 31 de agosto de 1987 | ver |

## Medalhistas
| Ouro             | Prata               | Bronze                |
| Li Yanfeng (CHN) | Nadine Müller (GER) | Yarelys Barrios (CUB) |

## Cronograma
| Data         | Hora  | Evento        |
| ------------ | ----- | ------------- |
| 27 de agosto | 10:05 | Primeira fase |
| 28 de agosto | 19:05 | Final         |

Todos os horários são horas locais (UTC +9)

## Resultados

### Primeira fase
Qualificação: Desempenho de qualificação 62,00 m (Q) ou pelo menos 12 melhores (q) avançam para a final. 
| Colocação | Atleta                    | Nacionalidade  | Resultado | Testes  | Testes  | Testes  | Testes |
|           |                           |                |           | Teste 1 | Teste 2 | Teste 3 |        |
| --------- | ------------------------- | -------------- | --------- | ------- | ------- | ------- | ------ |
| 1         | Nadine Müller             | Alemanha       | 63 m 54 Q | 63.54   |         |         |        |
| 2         | Yarelys Barrios           | Cuba           | 63 m 80 Q | 63.80   |         |         |        |
| 3         | Tan Jian                  | China          | 62 m 26 Q | 62.26   |         |         |        |
| 4         | Zinaida Sendriute         | Lituânia       | 61 m 72 q | X       | 56.61   | 61.72   |        |
| 5         | Dragana Tomaševic         | Sérvia         | 60 m 45 q | 60.45   | X       | X       |        |
| 6         | Dani Samuels              | Austrália      | 60 m 05 q | 59.77   | 60.05   | 59.98   |        |
| 7         | Darya Pishchalnikova      | Rússia         | 59 m 94 q | 54.14   | 59.94   | 59.53   |        |
| 8         | Ma Xuejun                 | China          | 59 m 71   | 55.80   | 59.34   | 59.71   |        |
| 9         | Gia Lewis-Smallwood       | Estados Unidos | 59 m 49   | X       | 56.91   | 59.49   |        |
| 10        | Natalya Fokina-Semenova   | Ucrânia        | 58 m 27   | 56.73   | 55.16   | 58.27   |        |
| 11        | Andressa de Morais        | Brasil         | 57 m 93   | X       | 44.41   | 57.93   |        |
| 12        | Vera Pospíšilová-Cechlová | Chéquia        | 53 m 87   | 53.87   | 51.52   | X       |        |

| Colocação | Atleta                  | Nacionalidade   | Resultado | Testes  | Testes  | Testes  | Testes |
|           |                         |                 |           | Teste 1 | Teste 2 | Teste 3 |        |
| --------- | ----------------------- | --------------- | --------- | ------- | ------- | ------- | ------ |
| 1         | Li Yanfeng              | China           | 64 m 44 Q | X       | 63.44   |         |        |
| 2         | Zaneta Glanc            | Polónia         | 63 m 44 Q | 59.48   | 63.44   |         |        |
| 3         | Stephanie Brown Trafton | Estados Unidos  | 61 m 89 q | 61.89   | X       | 59.87   |        |
| 4         | Denia Caballero         | Cuba            | 60 m 36 q | X       | 52.93   | 60.36   |        |
| 5         | Nicoleta Grasu          | Roménia         | 60 m 13 q | 60.13   | 58.25   | 59.58   |        |
| 6         | Aretha Thurmond         | Estados Unidos  | 59 m 88   | 59.88   | X       | 59.48   |        |
| 7         | Monique Jansen          | Países Baixos   | 58 m 23   | 58.23   | 58.06   | 57.96   |        |
| 8         | Kazai Suzanne Kragbé    | Costa do Marfim | 57 m 55   | 57.55   | 55.75   | X       |        |
| 9         | Kateryna Karsak         | Ucrânia         | 57 m 54   | 57.54   | X       | 57.29   |        |
| 10        | Harwant Kaur            | Índia           | 56 m 49   | 55.50   | 56.49   | 52.98   |        |
| 11        | Elisângela Adriano      | Brasil          | 56 m 45   | 56.28   | 53.70   | 56.45   |        |
| 12        | Karen Gallardo          | Chile           | 53 m 69   | 51.32   | 52.33   | 53.69   |        |

### Final
A final foi iniciada as 19:05 
| Colocação         | Atleta                  | Nacionalidade  | Teste 1 | Teste 2 | Teste 3 | Teste 4 | Teste 5 | Teste 6 | Resultado | Notas |
| ----------------- | ----------------------- | -------------- | ------- | ------- | ------- | ------- | ------- | ------- | --------- | ----- |
| Medalha de ouro   | Li Yanfeng              | China          | 65,28 m | 66,52 m | 65,50 m | 64,32 m | 64,34 m | 63,83 m | 66,52 m   |       |
| Medalha de prata  | Nadine Müller           | Alemanha       | 65,06 m | 65,97 m | 64,08 m | 62,55 m | X       | X       | 65,97 m   |       |
| Medalha de bronze | Yarelys Barrios         | Cuba           | X       | 61,87 m | 65,73 m | 63,93 m | X       | 63,90 m | 65,73 m   | SB    |
| 4                 | Zaneta Glanc            | Polónia        | 63,91 m | 62,30 m | 63,11 m | 62,69 m | 62,17 m | 60,32 m | 63,91 m   |       |
| 5                 | Stephanie Brown-Trafton | Estados Unidos | 60,20 m | 60,97 m | 60,24 m | 63,85 m | 60,26 m | X       | 63,85 m   |       |
| 6                 | Tan Jian                | China          | 60,46 m | 61,44 m | 61,79 m | 62,96 m | X       | 61,12 m | 62,96 m   |       |
| 7                 | Dragana Tomaševic       | Sérvia         | 62,26 m | 58,97 m | 62,48 m | X       | 59,03 m | 58,63 m | 62,48 m   | SB    |
| 8                 | Nicoleta Grasu          | Roménia        | 57,95 m | 60,34 m | 62,08 m | 60,79 m | 60,45 m | 60,72 m | 62,08 m   |       |
| 9                 | Denia Caballero         | Cuba           | 60,73 m | 60,46 m | X       | -       | -       | -       | 60,73 m   |       |
| 10                | Dani Samuels            | Austrália      | 58,08 m | 59,14 m | X       | -       | -       | -       | 59,14 m   |       |
| 11                | Darya Pishchalnikova    | Rússia         | 56,89 m | 58,10 m | 57,61 m | -       | -       | -       | 58,10 m   |       |
| 12                | Zinaida Sendriute       | Lituânia       | X       | 57,30 m | 53,53 m | -       | -       | -       |           |       |

Legenda
| Recorde mundial       | Recorde mundial (World record)               |                       | Recorde africano                      | Recorde africano (African) |                                           | Q | Classificado por posição (Qualified) |
| Recorde do campeonato | Recorde do campeonato (Championship record)  | Recorde da América    | Recorde da América (Americas)         | q                          | Classificado por melhor tempo (Qualified) |   |                                      |
| Melhor marca do ano   | Melhor marca do ano (World leading)          | Recorde asiático      | Recorde asiático (Asian)              | DNS                        | Não largou (Did not start)                |   |                                      |
| Recorde nacional      | Recorde nacional (National record)           | Recorde europeu       | Recorde europeu (European)            | DNF                        | Não terminou (Did not finish)             |   |                                      |
| Recorde pessoal       | Recorde pessoal do atleta (Personal best)    | Recorde da Oceania    | Recorde da Oceania (Oceania)          | DSQ / DQ                   | Desclassificado (Disqualified)            |   |                                      |
| Recorde da temporada  | Recorde da temporada do atleta (Season best) | Recorde sul-americano | Recorde sul-americano (South America) | NM                         | Sem marca (No mark)                       |   |                                      |